# 휠테시

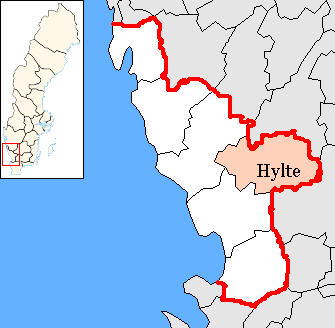
휠테시의 위치

휠테시(스웨덴어: Hylte kommun)는 스웨덴 할란드주에 위치한 지방 자치체로 행정 중심지는 휠테브루크이며 면적은 1,046.59km2, 인구는 10,954명(2016년 12월 31일 기준), 인구 밀도는 10명/km2이다.

시 문장